# 田中宏和
田中 宏和（たなか ひろかず、1957年12月13日 - ）は、ゲームミュージックやアニメ『ポケットモンスター』の楽曲を手掛ける日本の作曲家。株式会社クリーチャーズクリエイティブフェロー。元任天堂製造本部開発第一部所属。

## 経歴
京都府与謝郡出身。幼少の頃はピアノを学ぶ。
1980年4月、任天堂に入社。当時の任天堂はアーケードゲームを中心に商品展開しており、入社後の初実績は『スペースファイヤーバード』のハードウェアの音源開発およびサウンドデザイン。また、入社1年目にリリースされた「ゲーム&ウオッチ」のゲームの企画およびゲームプログラム、サウンドデザインも手がける。
その後は、上村雅之の下でファミリーコンピュータの、横井軍平の下でゲームボーイやバーチャルボーイのハードウェアの音源開発などに携りつつ、ゲームソフトのサウンドデザイン、サウンドプログラムも多数手がける。
ゲームミュージックの代表作としては、『バルーンファイト』、『レッキングクルー』、『メトロイド』、『光神話 パルテナの鏡』、『スーパーマリオランド』、『ハローキティワールド』、ゲームボーイ版『テトリス』、『ドクターマリオ』、『マリオペイント』、『MOTHER』（鈴木慶一との共作）、『MOTHER2 ギーグの逆襲』（同）などがある。
サウンド以外にも、『ポケットカメラ』や『ポケットプリンタ』といった、ゲームボーイを利用した特殊な電子玩具を企画・開発している。
1997年4月1日にスタートしたテレビアニメ『ポケットモンスター』の主題歌『めざせポケモンマスター』の作曲を「たなか ひろかず」名義で手がけ、CDセールス200万枚のヒットを記録。イマクニ?が歌うポケモン数え歌『ポケモン言えるかな?』なども田中が作曲した曲であり、現在もアニメ『ポケットモンスター』シリーズの主題歌やエンディングテーマの多くを作曲している。
1999年、任天堂を退社。同年、任天堂傘下のコンピュータゲーム開発会社、株式会社クリーチャーズに入社。蛍光灯や白熱電球、リモコン受信部など、日常の光を使って遊ぶコンピュータゲーム『ちっちゃいエイリアン』を企画・開発。2001年、石原恒和が株式会社ポケモンの代表取締役社長に異動したことを受け、クリーチャーズの代表取締役社長に就任。
2007年以降、「大人ブランコ」、「Acerola Beach」、「Chip Tanaka」の名前で、Ableton Liveを使ったテクノ、ベース・ミュージック、レゲエ、チップチューン等のライブを定期的に行っている。
2017年、1stアルバム「Django」をリリースした。
2018年、Chip Tanakaとしてフジロックフェスティバルに出演した。
2023年4月1日、クリーチャーズ代表取締役社長を退任、取締役に就任。
2023年5月、株式会社クリーチャーズ取締役を退任、クリエイティブフェローに就任。

## 音楽における影響
- レゲエ、ダブのアーティスト、スライ&ロビーやパブリック・イメージ・リミテッドのジャー・ウォブル、スリッツに影響を受けた[3][4]。
- 1980年代にレゲエバンド「シャンプーズ」「ルーツ・ロッカーズ」で活動し、レゲエ・サンスプラッシュに出演した他、スライ&ロビーのオープニングアクトも務めた[4]。
- 1985年に発売された「バルーンファイト」や「レッキングクルー」は、スライ&ロビーへのオマージュとして制作した[4]。

## 人物
名前の読みが「タナカヒロカズ」の人物を集めるタナカヒロカズ運動に「作曲の田中宏和」として参加し、この運動を題材とした「田中宏和のうた」を作曲している。なお、2011年10月19日放送の『はなまるマーケット』内のコーナー「Hanamaruミステリーサークル」で「田中宏和の会」として取り上げられた際は、会の集まりを取材したVTRで登場し、「ポケットモンスターのテーマソングを作った」と紹介された。

## 主な別名義
- 作曲（主にポケモン）：たなかひろかず
- 作曲（その他）：Hip Tanaka ex., Hip Tanaka.β, Decasségui Hip
- ライブ：大人ブランコ、Chip Tanaka, Acerola Beach

## 開発ハードウェア
- 1981年 - ドンキーコング アーケード機（音源開発）
- 1983年7月15日 - ファミリーコンピュータ（音源開発）
- 1989年4月21日 - ゲームボーイ（音源開発）
- 1995年7月21日 - バーチャルボーイ（音源開発）
- 1998年2月21日 - ポケットカメラ、ポケットプリンタ
- 2001年12月1日 - カードeリーダー

## ゲーム作品
特記のない作品は全て作曲担当。

### アーケード
- 1980年 - スペースファイアバード（効果音制作・サウンド基板設計）
- 1980年 - レーダースコープ（英語版）（効果音制作・サウンド基板設計）
- 1980年 - ヘリファイア（英語版）（効果音制作・サウンド基板設計）
- 1981年 - ドンキーコング（効果音制作・サウンド基板設計）
- 1981年 - スカイスキッパー（効果音制作・サウンド基板設計）
- 1982年 - ドンキーコングJR.（効果音制作・サウンド基板設計）
- 1982年 - ポパイ（効果音制作・サウンド基板設計）
- 1983年 - マリオブラザーズ（効果音制作・サウンド基板設計）
- 1983年 - ドンキーコング3（効果音制作・サウンド基板設計）

### ゲーム&ウオッチ
- 1982年 - ミッキー&ドナルド（英語版）
- 1982年 - ドンキーコング2
- 1983年 - ピンボール
- 1983年 - ドンキーコングJR.
- 1983年 - スヌーピー
- 1983年 - ポパイ
- 1983年 - マリオズ・ボンアウェイ（英語版）
- 1984年 - スピットボール・スパーキー（英語版）

### ファミリーコンピュータ / NES
- 1984年2月18日 - ワイルドガンマン（英語版）
- 1984年4月21日 - ダックハント
- 1984年6月12日 - ホーガンズアレイ（英語版）
- 1984年7月4日 - ドンキーコング3
- 1984年11月14日 - アーバンチャンピオン
- 1985年1月22日 - バルーンファイト
- 1985年6月18日 - レッキングクルー
- 1985年7月26日 - ファミリーコンピュータ ロボット ブロックセット
- 1985年8月13日 - ファミリーコンピュータ ロボット ジャイロセット
- 1985年8月 - Nintendo M82（業務用NES（デモゲーム機）。タイトルスクリーン曲を作曲[5]。アルバム『Lost Tapes』にはこの曲のデモ版が「Glorious March Demo」のタイトルで収録。）
- 1986年6月6日 - Gumshoe (北米発売)
- 1986年8月6日 - メトロイド（ファミリーコンピュータ ディスクシステム）
- 1986年12月19日 - 光神話 パルテナの鏡（ファミリーコンピュータ ディスクシステム[注釈 1]）
- 1987年12月15日 - 銀河の三人（音楽監修）[6]
- 1988年8月12日 - ファミコンウォーズ（効果音・一部作曲）
- 1989年7月27日 - MOTHER（作曲、効果音、鈴木慶一と共作）
- 1989年11月 - Tetris（北米発売）
- 1990年4月20日 - ファイアーエムブレム 暗黒竜と光の剣（技術指導[7]）
- 1990年6月5日 - ナイトムーブ（ファミリーコンピュータ ディスクシステム）
- 1990年7月27日 - ドクターマリオ
- 1990年8月 - Barker Bill's Trick Shooting（北米発売）
- 1992年3月14日 - ファイアーエムブレム外伝（スーパーバイザー）
- 1992年3月27日 - ハローキティワールド

### ゲームボーイ
- 1989年4月21日 - スーパーマリオランド
- 1989年4月21日 - 役満
- 1989年6月14日 - テトリス
- 1989年11月28日 - ゴルフ（サウンドプログラム、効果音）
- 1990年7月27日 - ドクターマリオ
- 1990年10月5日 - Balloon Kid（北米発売）
- 1992年5月29日 - X（効果音）
- 1997年2月21日 - ゲームボーイギャラリー（アドバイザー）
- 1998年2月21日 - ポケットカメラ（企画・ディレクター、グラフィックデザイナー、サウンド、サウンドプログラム）
- 1998年2月21日 - ポケットプリンタ（企画・ディレクター）
- 2000年8月1日 - バルーンファイトGB（ゲームボーイ・ニンテンドウパワー専売）
- 2001年2月27日 - ちっちゃいエイリアン（原案、ディレクター、サウンド）

### スーパーファミコン
- 1992年7月14日 - マリオペイント
- 1994年1月21日 - ファイアーエムブレム 紋章の謎（スペシャルサンクス[注釈 2]）
- 1994年8月27日 - MOTHER2 ギーグの逆襲（ミュージック、サウンドディレクター、サウンドプログラマー、鈴木慶一と共作）
- 1995年5月12日 - スヌーピーコンサート（三井不動産から発売、任天堂が開発を担当）
- 1998年1月1日 - レッキングクルー'98（スーパーファミコン・ニンテンドウパワー専売、サウンドディレクター）
- 1998年5月1日 - スーパーファミコンウォーズ（スーパーファミコン・ニンテンドウパワー専売）

### バーチャルボーイ
- 1995年7月21日 - マリオズテニス（スペシャルサンクス）

### ニンテンドーゲームキューブ
- 2003年7月18日 - ポケモンチャンネル 〜ピカチュウといっしょ!〜（スーパーバイザー）

### ゲームボーイアドバンス
- 2005年6月16日 - のののパズルちゃいリアン
- 2006年4月20日 - MOTHER3（スペシャルサンクス）

### ニンテンドーDS
- 2006年7月13日 - プロジェクトハッカー 覚醒（ニンテンドーDS）

### Wii
- 2008年1月24日 - 大乱闘スマッシュブラザーズX
  - ドンキーコング（編曲：Hirokazu Tanaka.ex）
  - ドロッチェ団のテーマ（編曲：Hirokazu Tanaka.ex）

### ニンテンドー3DS
- 2014年9月13日 - 大乱闘スマッシュブラザーズ for Nintendo 3DS
  - ドクターマリオBGM (Chill)（編曲：田中宏和）
  - Peceman（編曲：田中宏和）

### Wii U
- 2014年12月6日 - 大乱闘スマッシュブラザーズ for Wii U
  - ドクターマリオBGM (Chill)（編曲：田中宏和）
  - Peceman（編曲：田中宏和）

### Nintendo Switch
- 2018年12月7日 - 大乱闘スマッシュブラザーズ SPECIAL
  - Seaskape / スプラトゥーン（編曲：田中宏和）
  - Sand Ocean / F-ZERO（編曲：田中宏和）

## ディスコグラフィ

### Chip Tanaka 名義アルバム
- 2017年11月15日 - Django
- 2020年7月15日 - Domingo

### ポケモン関連

#### シングル
- 1997年6月28日 - めざせポケモンマスター（作曲）
- 1997年11月21日 - ポケモンかけるかな?（作曲・編曲）
- 1997年12月10日 - ロケット団よ永遠に（作曲・編曲）
- 1998年2月10日 - とりかえっこプリーズ（作曲・編曲）
- 1998年7月18日 - ピカピカまっさいチュウ（作曲・編曲）
- 1998年9月3日 - 風といっしょに（作曲）
- 1999年3月25日 - ライバル!（作曲・編曲）
- 1999年7月17日 - そらとぶポケモンキッズ（作曲・編曲）
- 1999年8月21日 - ラプラスにのって（作曲・編曲）
- 1999年10月27日 - ニャースのパーティ（作曲・編曲）
- 2000年2月2日 - OK!（作曲・編曲）
- 2000年6月7日 - ポケモンはらはらリレー（作曲・編曲）
- 2000年6月28日 - ポケモン言えるかneo?（作曲・編曲）
- 2000年9月13日 - 虹がうまれた日（作曲）
- 2001年2月7日 - ぼくのベストフレンドへ（作曲・編曲）
- 2001年7月18日 - かくれんぼ（作曲・編曲）
- 2001年7月18日 - 明日天気にしておくれ（作曲）
- 2001年7月20日 - 前向きロケット団!（作曲・編曲）
- 2002年3月29日 - Ready Go!（作曲・編曲）
- 2002年7月10日 - あの丘をめざして（作曲・編曲）
- 2003年1月29日 - アドバンス・アドベンチャー（作曲・編曲）
- 2003年7月19日 - ポルカ・オ・ドルカ ダンス!! 〜ダンス!! ニャース〜（作曲・編曲）
- 2005年4月29日 - ハロー!サンキュー!（作曲・編曲）
- 2006年6月28日 - スパート!（作曲・編曲）
- 2009年7月15日 - ハイタッチ!2009/もえよ ギザみみピチュー!（作曲・編曲）
- 2010年11月24日 - ベストウイッシュ!（作曲）
- 2011年6月22日 - ポケモン言えるかな?BW（作曲・編曲）
- 2012年6月27日 - みてみて☆こっちっち（作曲・編曲）
- 2012年7月18日 - やじるしになって!（作曲・編曲）
- 2013年6月5日 - サクラ・ゴーラウンド（作曲・編曲）
- 2013年12月4日 - V（作曲）
- 2014年1月15日[注釈 3] - X海峡Y景色（作曲・編曲）
- 2014年6月18日 - メガV（作曲）
- 2014年7月23日 - ピースマイル!（作曲・編曲）

#### アルバム
- 1999年1月1日 - みんなで選んだポケモンソング ポケモンソング♪ ベストコレクション
- 2000年12月22日 - ピカチュウのふゆやすみ
- 2001年3月28日 - ポケモンソング♪ベストコレクション2
- 2003年4月23日 - ポケットモンスター TVアニメ主題歌ソング集 パーフェクトベスト1997-2003
- 2003年11月28日 - ポケットモンスター 映画アニメ主題歌ソング集 パーフェクトベスト1998-2003

#### その他
- 2007年- ポケモンなりきりサンデー（テレビ東京ポケモンサンデーのエンディングテーマ）
  - 作詞：戸田昭吾 / 作・編曲：たなかひろかず

### NHK みんなのうた
- 2002年 - ちっちゃなフォトグラファー（作曲、編曲）以下たなかひろかず名義
- 2003年 - 恋のスベスベマンジュウガニ（作曲、編曲）
- 2004年 - とのさまガエル（作曲、編曲）
- 2004年 - ファンタ爺さんのうた（作曲）
- 2009年8月21日 - ひよこぐも（作曲、編曲）

### NHK いないないばぁっ!
- 2013年 - おなまえなぁ〜に?（作曲・編曲）

### NHK おかあさんといっしょ
- 2012年 - ふらふらさばく（作曲・編曲）

### その他
- 2000年 - モーニング・ベッキー
  - うた：ベッキー / 作詞：戸田昭吾 / 作・編曲：たなかひろかず
- 2000年 - OHA SKA！！ ＊
  - うた：おはおはキッズ with イマクニ？ / 作詞：戸田昭吾/ 作・編曲：たなかひろかず
- 2000年 - 恋のめざまし時計
  - うた：おはガールCitrus / 作詞：戸田昭吾 / 作・編曲：たなかひろかず
- 2000年 - ポケモン言えるかな？（さ・ら・え ジャポン/ Pizzicato Five）
  - 歌：イマクニ？ / 作詞：戸田昭吾 / 作曲：たなかひろかず / 編曲：小西康陽
- 2002年 - 正直者
  - 歌：Whiteberry / 作詞：前田由紀 / 作・編曲：たなかひろかず
- 2008年 - テレシーズと歩こう（テレビ静岡 マスコットキャラクターソング）
  - うた：井上あずみ / 作詞：にしづかかつゆき / 作・編曲：たなかひろかず
- 2009年 - 田中宏和のうた（田中宏和.com）
- 2012年 - 将棋のコトバ言ってみた
  - 歌：つるの剛士 / 作詞：戸田昭吾 / 作・編曲：たなかひろかず

### ゲーム関連
- 1990年9月21日 - ファイアーエムブレム キャラクター・テーマ集（製作協力[注釈 4]）
- 2011年 - 東日本大震災チャリティーアルバム『Play For Japan: The Album』（“HVC-1384″「Hip Tanaka.β」名義で参加）
- 2012年 - スキタイのリミックス：冒剣的音響劇/2012
  - The Maelstrm (Radiant Darkness Mix) 編曲：Decassegui hip（田中宏和）
  - The Prettiest Weed (*'S Ambition Remix) 編曲：Decassegui hip（田中宏和）
- 2014年 - CD モンスターハンター 10周年コンピレーションアルバム（トリビュート）
  - 剛き紺藍～ブラキディオス 編曲：Decassegui Hip（田中宏和）
- 2015年 - Hiro 30th Anniversary Album Thank you for listening!（セガのコンポーザーHiroの入社30周年記念アルバム）
  - LAST CITY 編曲：Decassegui hip（田中宏和）
- 2016年 - Monster Beat のように！ (Bonus Track)
  - うた：OS☆U / 作詞：戸田昭吾 / 作・編曲：たなかひろかず
- 2017年 - iOS用アプリ『おやすみルーニー』

1. ねえねえルーニー！
2. なにしてあそぼう？
3. あそぼうあそぼ！
4. ゆうやけっこサンバ
5. ヒコーキになってさ
6. うとうとねむねむ
7. ユメの森
8. プロペラ草がはこぶもの
9. ふしぎの森のルーニー
10. ふしぎの森のルーニー（カラオケバージョン）
11. ふしぎの森のルーニー（プロモーション映像）

- 2021年3月24日 - アルバム『Lost Tapes』（アニメ『ポケットモンスター』関連をはじめとする、1980年から2000年に田中が制作したデモ音源を収録。ミュージシャンの佐藤優介が監修している[8]。）

## コンサート・ライブ
- 2007年07月07日 - 「EXTRA ～HYPER GAME MUSIC EVENT 2007」新木場STUDIO COAST
- 2008年10月13日 - 「EXTRA ～HYPER GAME MUSIC EVENT 2008」新木場STUDIO COAST
- 2010年09月05日 - 「BLIP FES TOKYO」高円寺HIGH
- 2014年09月28日 - 「SQUARE SOUNDS TOKYO 2014」高円寺HIGH
- 2014年11月13日 - 「RED BULL MUSIC ACADDEMY PRESENTS 1UP:CART DIGGERS LIVE」Womb 渋谷
- 2015年02月15日 - 「SQUARE SOUNDS MELBOURNE」メルボルン オーストラリア
- 2015年09月27日 - 「SQUARE SOUNDS TOKYO 2015」高円寺HIGH
- 2017年11月17日 - 「RED BULL MUSIC FESTIVAL TOKYO 2017 DIGGIN' IN THE CARTS 電子遊戯音楽祭」LIQUIDROOM
- 2017年09月17日 - 「SQUARE SOUNDS TOKYO 2017」高円寺HIGH
- 2018年05月27日 - 「GREEN ROOM FESTIVAL’18」
- 2018年07月29日 - 「FUJI ROCK FESTIVAL’18 」RED MARQUEE
- 2018年09月15日 - 「SQUARE SOUNDS TOKYO 2018」高円寺HIGH
- 2018年11月02日 - 「Digging’In The Carts Stockholm」ストックホルム スウェーデン
- 2019年07月06日 - 「GANKE FES'19」北海道新得町